# Терзијски мишић
Терзијски мишић или кројачки мишић је најдужи мишић у људском телу. То је дугачак, танак, површински мишић који се спушта низ  бутину у њеном предњем делу.

## Етимологија
Како назив мишића сарторијуса потиче од латинске речи sartor, што значи терзија или кројач, за њега се у преводу са латинског користи назив  терзијски ли кројачки мишић. Овај назив се вероватно односи на положај прекрштених ногу, у којем су некада седели терзије и кројачи. Слично је и у француском језику, где је старији назив за овај мишић био „couturier“ (шнајдерица или кројачица), са сличним референцама на „седење кројача“ (на француском: „s'asseoir en tailleur“. 
Постоје и друге хипотезе о пореклу имена. Један једна од њих се односи на локацију доњег дела мишића која је попут „унутрашњег шава“ или растојања унутрашњег дела бутине који кројачи обично мере када шију панталоне. Други је да мишић веома подсећа на кројачку пантљику. Поред тога, старинске машине за шивење захтевале су непрекидно педалирање ногом. Ова комбинација бочне ротације и флексије кука и флексије колена давала је кројачима посебно развијене терзијске мишиће.

## Анатомија
Терзијски мишић потиче од округле тетиве из предње горње илијачне бодље и горње половине зареза између предње горње илијачне бодље и предње доње илијачне бодље. Влакна формирају танак, раван мишић, који се протеже инферомедијално преко предње површине бутине.
Мишић се спушта на готово вертикални начин кроз медијални сегмент бутине. Прелази медијалну страну коленског зглоба, а затим се убацује у медијални део проксималне голењаче, испред витког мишића (лат. m, gracilis) и полутетивног мишића (лат m. semitendinosus).
Тетиве за уметање ова три мишића формирају широки апонеуротски омотач који се зове пес ансеринус. Нека влакна из инфериорног дела тетиве стапају се са медијалним колатералним лигаментом коленског зглоба, и дубоком фасцијом преко медијалне стране ноге, док се нека горња влакна стапају са капсулом коленског зглоба. Ове везе доприносе медијалној стабилности коленог зглоба.

## Функција
Гребенски мишић може да помера зглоб кука и зглоб колена, али све његове акције су слабе, што га чини синергистичким мишићем. У куку може савијати, слабо примицати и бочно ротирати бутну кост. У колену, може савијати ногу; када је колено савијено, јер пут унутра ротира ногу. Седење прекрштених ногу показује све четири радње гребенског мишића. 

## Галерија
- Muscles of the iliac and anterior femoral regions.
- Cross-section through the middle of the thigh.
- The left femoral triangle.
- Front and medial aspect of right thigh.
- Sartorius muscle
- Sartorius muscle
- Sartorius muscle
- Sartorius muscle
- Sartorius muscle
- Sartorius muscle
- Muscles of thigh. Cross section.